# Troisième front biélorusse
Pour les articles homonymes, voir Front biélorusse.
Le troisième front biélorusse est un front de l’Armée rouge durant la Seconde Guerre mondiale.
Il fut créé le 24 avril 1944 à partir de forces préalablement affectées au Front central. Il fut formellement dissous le 15 août 1945.
Il fut commandé par 
- Ivan Tcherniakhovski d'avril 1944 à 18 février 1945
- Alexandre Vassilievski de 19 février 1945 à 25 avril 1945
- Hovhannes Bagramian du 26 avril 1945 à août 1945

Il comprenait les 5e, 31e, et 39e Armées et la 1re Armée aérienne. Par la suite lui furent rattachées les 2e et 11e armée de la Garde, les 3e, 21e, 28e, 33e, 43e, 48e et 50e Armées (ru), la 5e Armée de chars de la Garde et la 3e Armée aérienne.